# 600

## Esdeveniments
- Primera referència escrita als escacs[1]
- Utilització a Pèrsia de molins per a la irrigació
- Gregori I comença a codificar el cant gregorià
- Arriba la verola a Europa per primer cop[2]
- La futura Indonèsia es converteix al budisme